# Autographe

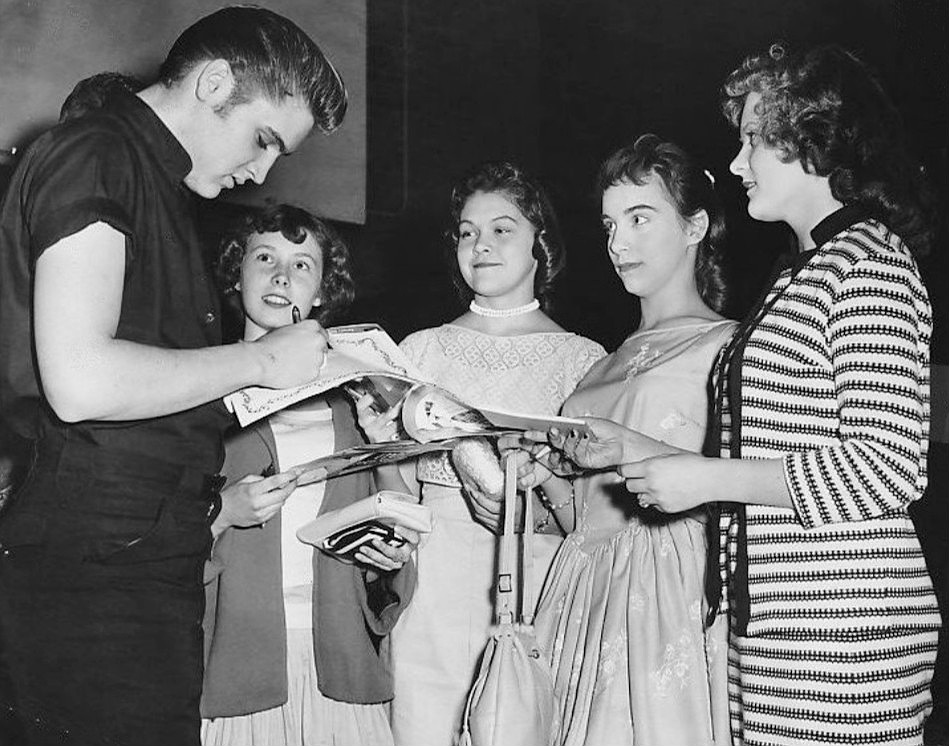
Elvis Presley signant des autographes en 1956.

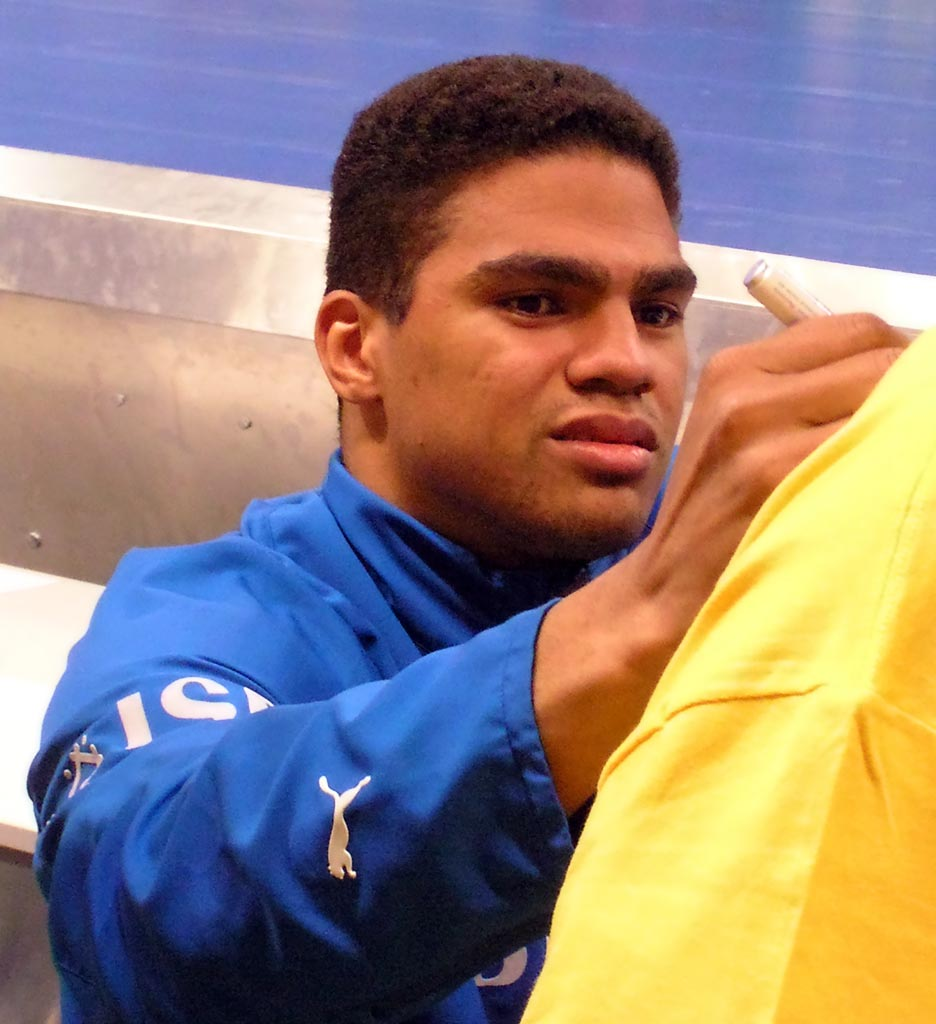
Le handballeur Daniel Narcisse signant un autographe (SAP Arena).

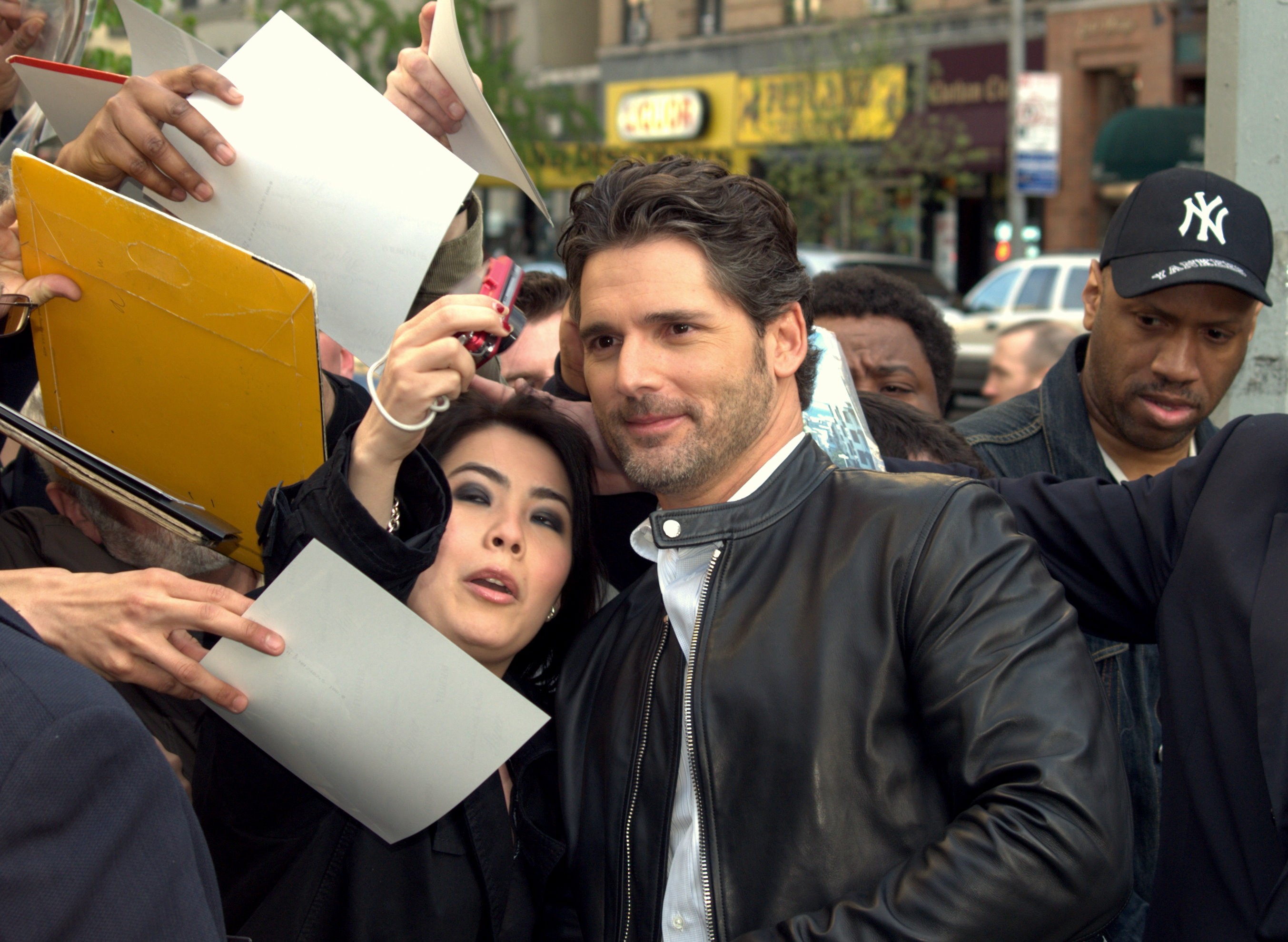
L'acteur Eric Bana signant des autographes et posant avec ses fans en 2009 lors du Festival du film de TriBeCa.

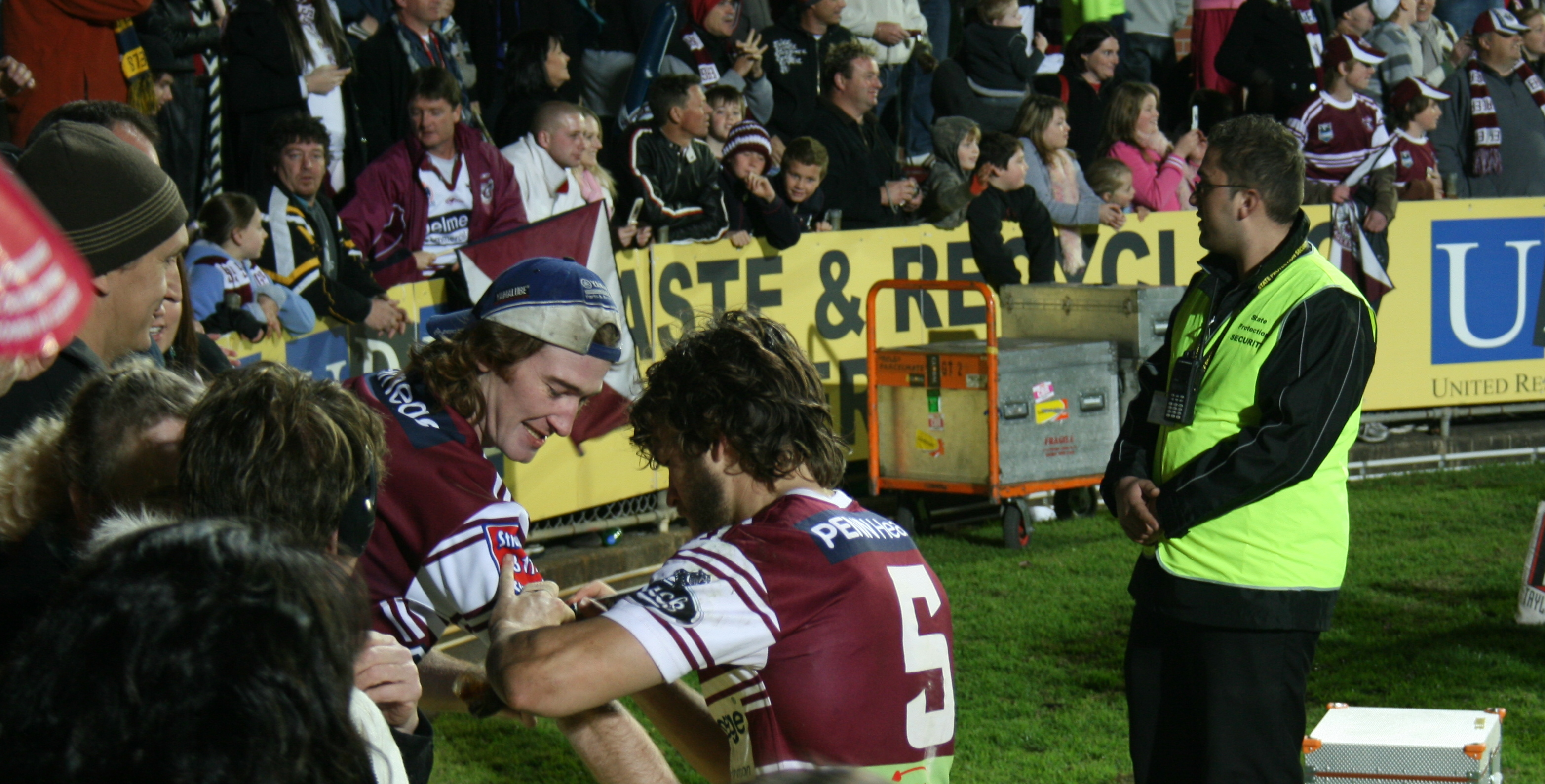
Joueur du Manly Sea Eagles (NRL) apposant un autographe sur le bras d'un supporter.

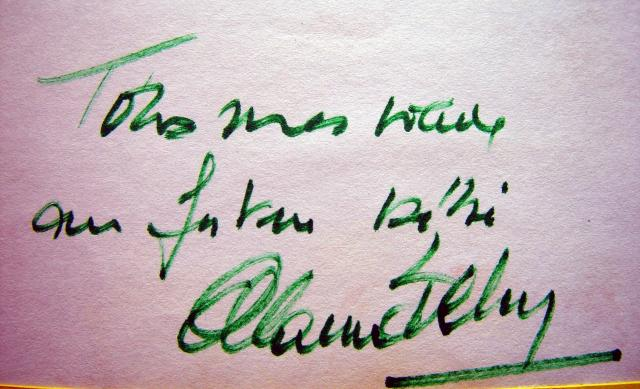
Dédicace d'Alain Delon.

Un autographe est une signature apportée par une personne physique sur un support n'ayant pas valeur juridique afin de la céder à une autre pour que celle-ci puisse éventuellement témoigner de leur rencontre. Étymologiquement, l'autographe désigne une graphie (signature, paraphe, lettre ou écrits divers) originale faite par son auteur (et non une copie de celle-ci).
Parmi les autographes on trouve des lettres, des billets, des petits mots, des notes sur divers supports ou même d'autres documents annotés, comme des livres avec des notes de lectures ou des manuscrits musicaux annotés par le compositeur. Le collectionneur d'autographes est un autographiste. Aux États-Unis, les autographes de collection sont souvent présentés sous cadre avec une photo de l'auteur, parfois accompagnés d'un petit objet lui ayant appartenu.

## Collection
Certains collectionnent les autographes et dédicaces de personnalités médiatiques du monde du spectacle, de la politique, des sports ou des sciences, lettres et arts… Ainsi le philanthrope américain Elliott Cresson écrivit-il en 1829 à James Madison pour demander à l'ex-président des États-Unis, alors âgé de 79 ans, et l'un des derniers Pères fondateurs encore vivant, de lui écrire afin de disposer d'un autographe et si possible de lui fournir un document original de la main de George Washington et de Thomas Jefferson.

## Authentification
Avec le développement des technologies modernes de photographie et reprographie et le développement des ventes d'autographe par Internet (via eBay par exemple), la circulation de faux est encore plus difficile à détecter.

## Cote
Depuis 2004, les prix ont tendance à s'envoler :
- En mai 2006, un lot de 26 lettres de Voltaire, adressées à Catherine II de Russie, a été vendu pour 583 000 €.
- En juin 2006, à Paris, des poèmes écrits de la main d'Arthur Rimbaud se sont vendus aux enchères à 300 000 € pièce.

En France, une dizaine de marchands spécialisés vendent des autographes avec certificat d'authenticité et peuvent faire certifier des autographes en vue d'une acquisition.

## Impression autographique
Il ne faut pas confondre un autographe et une impression autographique. L'autographie est un procédé d'impression en fac-similé où l'auteur écrit (ou dessine) sur un papier spécial qui permet un report sur pierre lithographique ; le résultat peut être imprimé à un certain nombre d'exemplaires par le procédé de la lithographie traditionnelle. Il n'y a pas d'intermédiaire entre l'auteur et le résultat imprimé, comme ce serait le cas avec un procédé de gravure. Le Suisse Rodolphe Töppfer a réalisé ses ouvrages dessinés, considérés comme les ancêtres de la bande dessinée, par le procédé autographique.
La mécanique d'autographe a été inventée par M Brunel en l'an VII.